# Christian Nerlinger
Christian Nerlinger (Dortmund, 21 maart 1973) is een Duits voormalig voetballer. Hij speelde als middenvelder voor Bayern München van 1992 tot 1998.

## Clubcarrière
Nerlinger sloot zich als dertienjarige aan bij de jeugdacademie van Bayern München. Hij debuteerde in 1992 in het eerste elftal onder leiding van trainer Erich Ribbeck. Hij won twee maal de Bundesliga met Bayern München in 1994 en 1997. In 1998, zijn laatste seizoen, won Nerlinger de DFB-Pokal in de finale tegen Duisburg. Hij speelde 156 competitiewedstrijden voor Bayern en verhuisde naar Borussia Dortmund in 1998. Van 2001 tot 2004 speelde Nerlinger in Schotland voor Glasgow Rangers. Hij was geen vaste waarde, maar werd desondanks Schots landskampioen in 2003. Daarnaast won Nerlinger de Scottish Cup met Rangers in 2002. In 2004 tekende hij een contract bij 1. FC Kaiserslautern, waar hij met aanvaller Carsten Jancker een voormalige teamgenoot van bij Bayern München aantrof. Hij stopte met voetballen in 2006.

## Erelijst
| Competitie              |                |                  |                |                |                |
| Competitie              | Bayern München | Bayern München   | Bayern München | Bayern München | Bayern München |
| ----------------------- | -------------- | ---------------- | -------------- | -------------- | -------------- |
| Bundesliga              | 2              | 1993/94, 1996/97 |                |                |                |
| DFB-Pokal               | 1              | 1997/98          |                |                |                |
| Ligapokal               | 2              | 1997, 1998       |                |                |                |
| Competitie              |                |                  |                |                |                |
| Glasgow Rangers         |                |                  |                |                |                |
| Scottish Premier League | 1              | 2002/03          |                |                |                |
| Scottish Cup            | 1              | 2001/02          |                |                |                |

## Interlandcarrière
Nerlinger speelde zes interlands in het Duits voetbalelftal. Hij debuteerde onder bondscoach Berti Vogts tegen Roemenië op 5 september 1998. De Roemenen hielden de Duitsers toen op een 1–1 gelijkspel. Nerlinger scoorde in de 86ste minuut de gelijkmaker voor de Duitsers nadat Viorel Moldovan na 35 minuten de score had geopend.